# Tratado de ateología
El libro «Tratado de ateología: física de la metafísica» (Título original en francés: Traité d'athéologie), escrito por el autor francés Michel Onfray, fue publicado en 2005 por la editorial Grasset. 

Las tres religiones monoteístas, animadas por un mismo impulso de muerte genealógica, comparten una serie de aversiones idénticas: odio a la razón y la inteligencia, odio a la libertad, odio a todos los libros en nombre de uno solo, odio a la vida, odio a la sexualidad, a las mujeres y al placer, odio a lo femenino, odio a los cuerpos, los deseos, los impulsos. En lugar de todo esto, el judaísmo, el cristianismo y el islam defienden la fe y la creencia, la obediencia y la sumisión, el gusto por la muerte y la pasión por el más allá, el ángel asexuado y la castidad, la virginidad y la fidelidad monógama, la esposa y la madre, el alma y el espíritu. Es decir, la vida crucificada y la celebración de la anulación personal...
Michel Onfray. Extracto del  Tratado de ateología, 2005, Grasset.

Según el autor, el término «ateología» se tomó del proyecto de una serie de libros escritos y recopilados por Georges Bataille con el tema La Somme athéologique, que nunca llegó a completarse. Su portada está inspirada en la lucha entre Jacob y el ángel que se relata en el Génesis
Se vendieron más de 200 000 ejemplares del libro. Poco después de su publicación se escribieron dos libros más como réplica a sus argumentos, L'Anti-traité d’athéologie, Le système Onfray mis à nu de Matthieu Baumier, y Dieu avec esprit: Réponse à Michel Onfray de Irène Fernández.
El libro fue publicado en España en 2006 con el título «Tratado de ateología. Física de la metafísica» por la editorial Anagrama.

## Contenido
En la primera parte, «Ateología», el autor desarrolla la doctrina de Nietzsche, pero criticando su punto de vista sobre la muerte de Dios. Después, muestra cómo el concepto de ateísmo tuvo originalmente una connotación peyorativa y habla de la supervivencia de la cristiandad en forma de ateísmo cristiano en la moral judeocristiana.
La segunda parte, «Monoteísmo», es un análisis estructural de las tres religiones abrahámicas, de las que el autor señala los rasgos comunes, como el desprecio del cuerpo y la materia, la negación del progreso y la ciencia, la misantropía y el odio por el intelecto.
La tercera parte, «Cristianismo», cuestiona la existencia de Jesús, basada en testimonios de segunda mano, afirma que el apóstol Pablo, que describe como neurótico e histérico, explotó el carácter de Jesús para guiar al mundo en su odio a la carne, y después explica el oportunismo del emperador Constantino al convertir el cristianismo en la religión estatal.
En su última parte, «Teocracia», el autor explica la relación entre las tres religiones monoteístas con el poder político, y describe sus peores abusos. Después muestra varias contradicciones en los libros sagrados y considera que estos textos se utilizan a menudo para justificar la maldad. Describe el islam a través de la revolución iraní y el régimen del Ayatolá Jomeini. El libro concluye proponiendo un nuevo ateísmo o secularidad que llama «poscristiano» o «posmoderno», en el que hayan desaparecido Dios y la moral con la que se le relaciona.

## Reacciones
El éxito mediático del «Tratado de ateología» ha hecho pensar que la cuestión de la religión era esencial en el pensamiento de Onfray, e incluso que el escritor era ante todo un teórico del ateísmo. Sin embargo, el trabajo al que Onfray dedica su mayor esfuerzo es la defensa del hedonismo. El «Tratado de ateología» fue escrito en 2005 como consecuencia de los debates que siguieron a la aparición de su obra Féeries anatomiques, en la que cuestionaba a los cristianos apriorísticos en el ámbito bioético.
Mathieu Baumier, en el libro L'anti-traité d'athéologie («El antitratado de ateología»), con prefacio de Régis Debray, e Irène Fernandez (filósofa y teóloga) en Dieu avec esprit. Réponse à Michel Onfray («Dios con espíritu. Respuesta a Michel Onfray»), publicaron respuestas al tratado de ateología. Estas obras fueron bien recibidas por el diario católico La Croix, que señala «el catálogo de atajos, aproximaciones, amalgamas, contrasentidos sobre el cristianismo que es el «Tratado de ateología». Por el contrario, para el periodista François Busnel de L'Express, estas dos obras son «muy decepcionantes».
El éxito editorial del «Tratado de ateología» provocó en 2005 una evidente recuperación del interés, en Francia, por la cuestión del ateísmo. La atención mediática hacia el Tratado de ateología renovó el interés por otros libros sobre ateísmo publicados en inglés en la misma época, y que también habían sido grandes éxitos editoriales, como «El espejismo de Dios» de Richard Dawkins, «Romper el hechizo: la religión como un fenómeno natural» de Daniel Dennett, «El fin de la fe» de Sam Harris o «Dios no es bueno» de Christopher Hitchens. La buena acogida de estas publicaciones, sobre todo en el mundo anglosajón, hizo que algunos ateos consideraran que, como ciudadanos, debían ser más reivindicativos de sus derechos a no creer en una religión, a defender la separación de iglesia y estado ante las intrigas de los grupos fundamentalistas (en Estados Unidos), y en consecuencia, su movimiento debía hacerse más activo.
El Instituto de Estudios del Islam y de las Ciencias del Mundo Musulmán declaró: «Finalmente, la auténtica inspiración del libro de Michel Onfray parece estar en un género muy a la moda, el «Libro negro» y sus corolarios, la acusación de totalitarismo (…) la información es a menudo falsa o previsible, y su función es la de reforzar el marco de un pensamiento en ascenso: el choque de civilizaciones y la necesaria lucha contra el islam».
La revista católica Esprit & Vie describe el «Tratado de ateología» como un «libro típico, alimentado por un odio visceral hacia la religión en general (…) No aporta nada fundamentalmente nuevo respecto a la obra de Nietzsche, aparte de la loca pretensión que tiene el autor de presentarse prácticamente como el primer ateo auténtico».
El libro ha sido criticado por sus inexactitudes históricas en cuanto a la vida de Jesucristo. Entre el «incalculable número de contradicciones e improbabilidades en el texto de los Evangelios sinópticos» destacan dos afirmaciones: las víctimas de crucifixión no se enterraban en tumbas, y en cualquier caso, no se crucificaba a judíos en esa época. John Dickson, del Centre for Public Christianity señala que Filón de Alejandría, en sus escritos sobre la época en que vivió Jesucristo, dice que en ocasiones los romanos entregaban los cuerpos de los crucificados a sus familias para que los enterraran adecuadamente. Flavio Josefo llega a afirmar que «los judíos son tan estrictos en cuanto a ritos funerarios que incluso descienden y entierran antes de la puesta del sol a los malhechores sentenciados a la crucifixión». En cuanto a la segunda afirmación, Dickson la tacha de «clara metedura de pata histórica».
Por el contrario, la revista de divulgación científica Automates intelligents alabó el libro, afirmando que 
«se lee como una novela. (…) en un estilo extremadamente vivaz, se enfrenta a todas las manifestaciones de la ceguera y la maldad humana producidas por las religiones». No obstante, el artículo también dice que «se le puede reprochar el obstinarse en una crítica de las religiones (…) sin ofrecer nada concreto a los espíritus en busca de una alternativa adaptada a las necesidades de nuestra época», y echa en falta un «análisis científico de la creencia», reconociendo que «habríamos apreciado que Michel Onfray mencionase a los numerosos científicos modernos que honran el materialismo científico y el ateísmo».